# Can't Stop Lovin' You (canção de Aerosmith)
Can't Stop Lovin' You é uma canção da banda norte-americana Aerosmith. Foi lançado como quarto single de seu décimo quinto (15º) álbum de estúdio, o Music from Another Dimension!, no dia 21 de Janeiro de 2013. No CD, a música encontra-se em número 09, entre "Street Jesus" e "Lover Alot".
A música foi lançada para as rádios depois de algumas notícias na imprensa que noticiavam que esta canção poderia se tornar um single. No dia 24 de Janeiro o site oficial da banda, o Aeroforceone.com, noticiou que o single já estava nas rádios desde o dia 21.
Tyler, Whitford, Hamilton, Kramer e Frederiksen escreveram a música para ser uma grande e potente balada country-rock, parecida com os hits do Aerosmith dos anos 90. Tyler disse ao site oficial da revista Rolling Stone que, depois de gravá-la e ouvir o produto final ele pensou: "estou cantando country de mais?"; Foi então que ele ficou sabendo que Carrie Underwood estava em Los Angeles e a convidou para cantar na música, transformando-a em um dueto.

## Crítica
O site Ultimate Classic Rock classificou a música com 2/10 estrelas. Segundo eles, "Tyler está com a voz boa, mas Underwood extrapola nas harmonias". Eles dizem, ainda, que "Can't Stop Lovin' You falha em todos os sentidos, o maior deles sendo a decisão de gravar com Underwood" e que "a música deve ser tratada como um ponto baixo na história do Aerosmith".

## Desempenho nas paradas
| Parada | Posição |
| ------ | ------- |
| Hot AC | #49     |